# دزموند هرینگتون

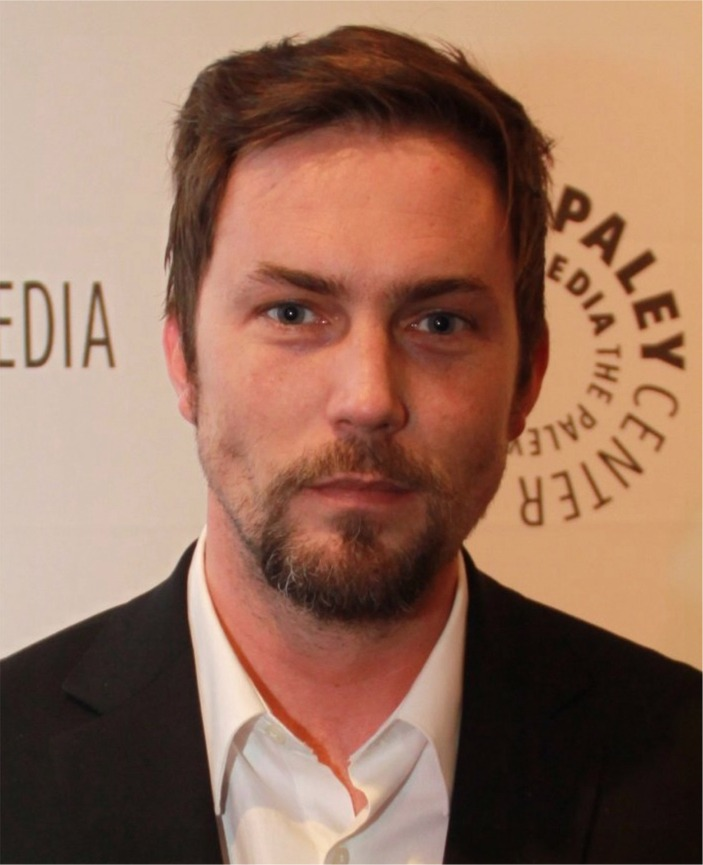

دزموند هرینگتون (انگلیسی: Desmond Harrington؛ زادهٔ ۱۹ اکتبر ۱۹۷۶) هنرپیشه اهل ایالات متحده آمریکا است.